# کانتمیر بالاگوف
کانتمیر بالاگوف (روسی: Кантеми́р Арту́рович Бала́гов؛ زادهٔ ۲۸ ژوئیهٔ ۱۹۹۱) کارگردان و فیلم‌نامه‌نویس اهل روسیه است.

## فیلمشناسی
- قد دراز